# Colonia el Cárcamo
Colonia el Cárcamo är en ort i Mexiko.   Den ligger vid Pátzcuarosjön i kommunen Quiroga och delstaten Michoacán de Ocampo, i den södra delen av landet, 260 km väster om huvudstaden Mexico City. Colonia el Cárcamo ligger 2 057 meter över havet och antalet invånare är 125.